# César Yáñez
César Anselman Yáñez Kiesling (n. Osorno, Chile, 19 de agosto de 1975) es un exfutbolista chileno. Jugaba como defensa y militó en diversos clubes de Chile. Es plenamente identificado con Deportes Puerto Montt, club donde jugó la mayor parte de su carrera. Tras varios años jugando en el fútbol amateur de Chiloé, en el Club Comercio de Castro; actualmente juega en la comuna de Maullín, específicamente en el Club Naval de Carelmapu, desde el año 2016.

## Clubes
| Club                  | País  | Año       |
| --------------------- | ----- | --------- |
| Deportes Puerto Montt | Chile | 1995-2000 |
| Audax Italiano        | Chile | 2001-2004 |
| Rangers               | Chile | 2005      |
| Deportes Puerto Montt | Chile | 2006      |
| Rangers               | Chile | 2007      |
| Deportes Puerto Montt | Chile | 2008-2010 |